# MHM-93 Chișinău
Der Fotbal Club MHM 93 Chișinău war ein moldauischer Fußballklub mit Sitz in Chișinău, der von 1993 bis 1997 existierte und in der Saison 1993/94 die zweite Liga als Meister abschloss.

## Geschichte
Der Klub wurde im Jahr 1993 gegründet und stieg mit 55 Punkten gleich in der Zweitliga Debüt-Saison 1993/94 mit 55 Punkten als Meister in die erste Liga auf. In der Folgesaison sicherte man sich mit 36 Punkten dann den sechsten Platz im nationalen Oberhaus. Ähnlich erging es dem Team dann auch in der Spielzeit 1995/96, wo es sich mit 45 Punkten in einer stärkeren Ligakonstellation zumindest auf dem achten Platz halten konnten. Im Jahr 1996 folgte zudem eine Umbenennung in FC MHM-93/Tebas Chişinău. Der Anfang vom Ende, war dann aber die Spielzeit 1996/97, als man mit nur 25 Punkten über den 13. Platz auf einem Abstiegsplatz landete. Kurz danach wurde der Klub dann auch aufgelöst.